# KissAnime
KissAnime fue un sitio web de streaming de archivos centrado en el anime que alojaba enlaces y videos incrustados, lo que permitía a los usuarios transmitir o descargar películas y programas de TV de forma ilegal y gratuita. Era un sitio hermano de un sitio web de visualización de manga relacionado, KissManga. KissAnime fue descrito como «uno de los sitios web de transmisión de anime más grandes del mundo». TorrentFreak informó que los sitios tenían audiencias de millones y que durante un tiempo, KissAnime fue «el sitio pirata más visitado del mundo».

## Historia
A mediados de 2017, el sitio fue objeto de una citación judicial por parte de la empresa estadounidense Funimation Global Group, que describió sus acciones como dirigidas a «alguien... que difunde contenido infractor a escala MASIVA, con fines de lucro».
En diciembre de 2018, el sitio fue bloqueado en Australia. También fue bloqueado en India en julio de 2020, junto con otros sitios web de streaming y torrents piratas, luego de una decisión del Tribunal Superior de Delhi a favor del demandante, Disney India. La orden judicial preveía un bloqueo «dinámico», lo que significa que Disney podría solicitar más prohibiciones a sitios web que violaran derechos de autor distintos a los que figuraban en la orden.
El sitio web, así como KissManga, se cerró el 14 de agosto de 2020 (el sitio web .com se había registrado en 2012 y un dominio .ru más reciente en 2016), y se ha sugerido que esto se hizo debido a quejas de derechos de autor y la amenaza de las nuevas y más estrictas leyes japonesas sobre piratería en línea.

## Reacciones
El sitio ha sido criticado por infringir derechos de autor y ocasionalmente por anuncios que contenían malware, pero ha sido elogiado por popularizar el anime y el manga, y por brindar acceso a contenido que no está disponible legalmente en ciertas áreas, particularmente en partes de Europa, el sudeste asiático y la India.
Su sitio principal, KissAnime.ru, fue cerrado el 14 de agosto de 2020. Un comentarista señaló que «los fanes están furiosos» porque «en muchos países realmente no tienen dónde ir» para obtener el tipo de contenido alojado en el sitio. Otro comentarista ha descrito el resultado como «un gran golpe a la piratería mediática [y] un golpe a la historia del anime», señalando que el sitio web también ha sido un archivo de títulos raros, como la OVA de 1993, Battle Angel. Muchas de las obras que han estado disponibles en el sitio web pueden considerarse perdidas, ya que no solo muchos títulos no se distribuyen legalmente en muchos países, sino que en algunos casos, solo están disponibles en medios físicos, los cuales están sujetos a degradación con el tiempo, y no son posibles de transmitir legalmente en ninguna parte del mundo.